# کلی راسل
کلی راسل (انگلیسی: Kelly Russell؛ زادهٔ ۷ دسامبر ۱۹۸۶) بازیکن راگبی ۱۵ نفره زن اهل کانادا است.
وی همچنین در تیم ملی فوتبال راگبی ۱۵ نفره زنان کانادا بازی کرده‌است.
وی در مسابقات کشوری و بین‌المللی در مجموع برندهٔ ۱ مدال طلا، ۲ مدال نقره، ۱ مدال برنز شده‌است.